# Javalambre
Javalambre és un pic situat al sud d'Aragó, a la comarca de Gúdar-Javalambre situada a la província de Terol a la serralada del mateix nom. La seua altura és de 2.020 metres. A la serralada hi ha una xicoteta estació d'esquí, Aramón Javalambre, la qual disposa actualment de sis quilòmetres de pistes.